# Australian Centre for Contemporary Art

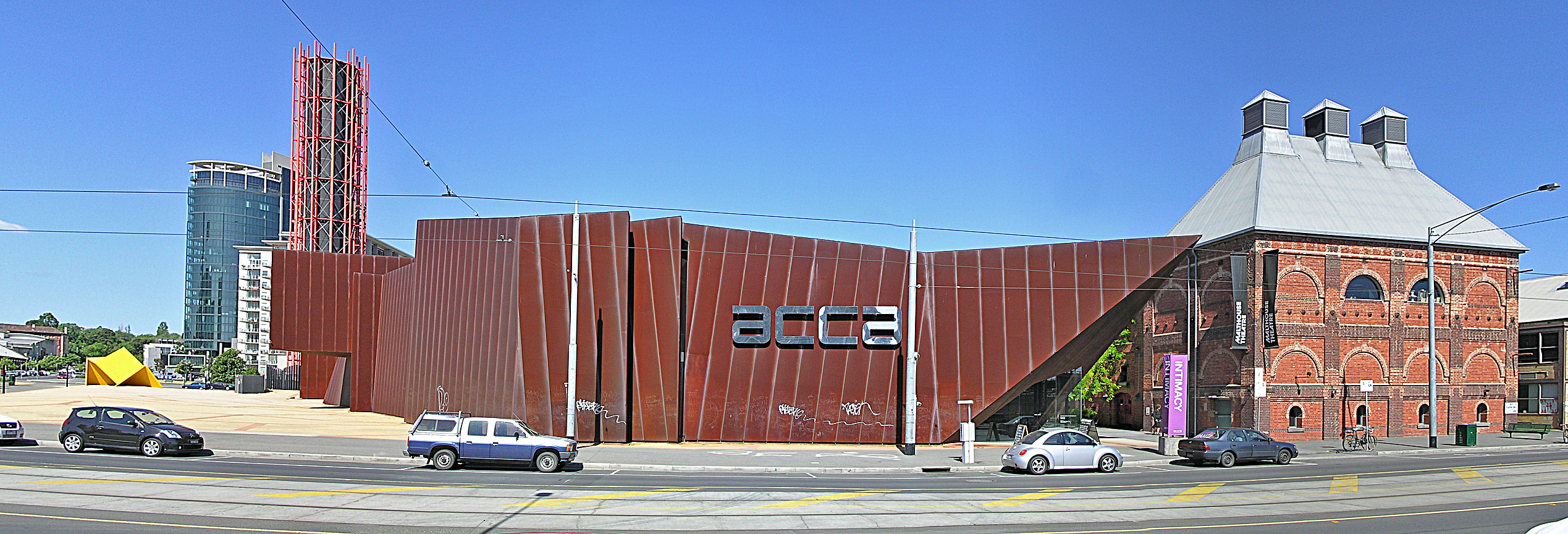
Das Australian Centre for Contemporary Art und das Malthouse Theatre befindet sich rechts. Links ist die gelbe Skulptur Vault von Ron Robertson-Swan zu erkennen.

Das Australian Centre for Contemporary Art (ACCA) (deutsch: Australisches Zentrum heutiger Kunst) ist eine Kunsthalle, die sich in der Sturt Street in der Innenstadt Southbank von Melbourne in Victoria, Australien, befindet.  
Das ACCA ist ein aus rostendem COR-TEN-Stahl erstelltes Gebäude, das der melbourner Architekt Wood Marsh entwarf. Es wurde 2002 der Öffentlichkeit übergeben. Das Gebäude beherbergt vier Galerieräume unterschiedlicher Größe, die sich an ein großes Foyer anschließen.
Das Gebäude gewann einen australischen Architekturpreis für seine monolithische skulpturhafte Form. In Verbindung mit diesem modernen Gebäude befindet sich das Malthouse Theatre, in dem heutige Performance-Kunst aufgeführt wird. 
Der Gesamtkomplex wird Ngargee genannt, was der Name eines Aborigines-Stamms der Bunurong ist. Der Begriff bedeutet auch in der Sprache der Aborigines eine Abhaltung einer historischen Feier mit Tanz und Gesang.
Neben dem Gebäude befindet sich die gelbe Skulptur Vault von Ron Robertson-Swann, die in Melbourne Yellow Peril genannt wird.